# مصطفى يونس
محمد محمد حسن حسين يونس مواليد 25 ديسمبر 1953 في القاهرة، هو لاعب كرة قدم مصري دولي سابق كان يلعب كمدافع. اعتزل اللعب عام 1985. لقّب بـ «بيكنباور». بدأ مسيرته الرياضية عام 1969 مع الأهلي المصري.

## السيرة الذاتية
إعلامي رياضي مصري، اسمه بالكامل “محمد حسن حسين يونس”، ولد يوم 25 ديسمبر عام 1953م، كان متزوج من الفنانة “مي عبد النبي”.يُعد “مصطفى يونس” أحد أفضل المدافعين في الملاعب المصرية والأفريقية حتى أطلق عليه النقاد لقب “بيكنباور الكرة المصرية”.

## مرحلة الشباب
بدأ “يونس”مشواره الكروي من خلال الانضمام إلى صفوف الناشئين بالنادي الأهلي عام 1969م، ثم لعب أول مباراة رسمية له مع الفريق الأول بالنادي موسم 72/1973 أمام الأوليمبي، وكان للمدرب المجرى “هيديكوتى” دوراً كبيراً في إصقال موهبته الرياضية.

## المسيرة الاحترافية
امتد المشوار الكروي للمدافع “مصطفى يونس” مع النادي الأهلي إلى ما يقرب 12 عاماً استطاع خلالها المساهمة في حصول الفريق علي 11 بطولة منها 7 بطولات دوري مواسم (1974/1975 وحتى 1981/1982م)، وكأس مصر ثلاث مرات أعوام (1978 – 1981- 1983م)، بالإضافة إلى بطولة أفريقيا للأندية عام 1982م.